# Ludwigia africana
Ludwigia africana är en dunörtsväxtart som först beskrevs av John Patrick Micklethwait Brenan, och fick sitt nu gällande namn av Kanesuke Hara. Ludwigia africana ingår i släktet ludwigior, och familjen dunörtsväxter. Inga underarter finns listade i Catalogue of Life.